# Amor Bandido (canção)
"Amor Bandido" é uma canção da cantora brasileira Lexa e do cantor de funk paulista MC Kekel, lançada em 26 de abril de 2019 através da Som Livre. A canção foi anunciada pela mesma através de suas mídias sociais no dia 3 de abril de 2019.

## Fundo e lançamento
‘Sapequinha’ conta a história de uma menina, que gosta de mostrar a que veio. ‘Provocar’ é uma amiga junto com a ‘Sapequinha’. ‘Só Depois do Carnaval’ é as duas amigas em ação. Só que essa próxima conta a história de uma dessas amigas se enrolando com um relacionamento que aconteceu só depois do Carnaval. O enredo vem todo conversando. A próxima música [Amor Bandido] conta o resultado de ‘Só Depois do Carnaval’, com uma produção totalmente diferente

Lexa explicando o conceito da música.
Depois do sucesso de sua “trilogia do funk”, que consistiu no lançamento das músicas “Sapequinha”, “Provocar” e "Só Depois do Carnaval", a cantora avisou através de seu Instagram que uma música nova estaria chegando em breve e que tinha entrado em estúdio com o DJ Renan da Penha e depois com MC Kekel. Em 17 de abril, foi revelado que o título da música seria "Amor Bandido", onde mais tarde a cantora pediu a ajuda dos seus fãs para escolherem através de votação a capa do single, dando 3 opções de capa. No dia seguinte, a capa vencedora foi anunciada. Em 23 de abril,  a cantora divulgou uma prévia do single através do seu Instagram. No trecho divulgado, ouve-se Lexa cantar os versos “você sabe que é maldade / despertar minha insanidade / tô morrendo de vontade / da sua boca / agora vê se não vacila / volta pra minha vida / e vê se fica / sem roupa”. A canção foi lançada em 26 de abril em todas as plataformas de download digital e streaming. Na música nova, a personagem sapequinha engata um romance depois do Carnaval.

## Videoclipe
O videoclipe oficial da faixa foi lançado no mesmo dia do lançamento da mesma. Dirigido por Os Primos e gravado em São Paulo, Lexa e MC Kekel vivem um casal fora da lei, inspirado no casal de criminosos norte-americano Bonnie e Clyde. “Escolhi uma música que me posicionasse como cantora”, disse Lexa em coletiva de imprensa, concluindo: “A música foi feita com muito carinho, foi pensada, foi planejada. O maior foco do meu trabalho é ter identidade. ‘Amor Bandido’ é uma música que fala sobre aquele amor perigoso, aquela paixão proibida, que tem aquele fundinho de malícia, sabe? Aquela emoção, aquele fogo?”. “O clipe a gente fez baseado em Bonnie & Clyde, que é um filme antigo. Uma história de um casal que vive perigosamente e a gente quis trazer essa inspiração para o projeto.”, concluiu Lexa.

## Faixas
Download digital & streaming
1. "Amor Bandido" – 3:28

Download digital & streaming – Remixes
1. "Amor Bandido" (Different J Remix) – 3:07
2. "Amor Bandido" (Deadline Remix) – 2:58
3. "Amor Bandido" – 3:28

## Histórico de lançamento
| Região | Data                | Formato                    | Versão   | Gravadora | Ref.                 |
| ------ | ------------------- | -------------------------- | -------- | --------- | -------------------- |
| Brasil | 26 de abril de 2019 | download digital streaming | Original | Som Livre | [ 1 ] [ 8 ] [ 9 ]    |
| Brasil | 12 de julho de 2019 | download digital streaming | Remixes  | Som Livre | [ 11 ] [ 12 ] [ 13 ] |